# Joan Ducas
|  | Per a altres significats, vegeu «Joan Ducas (cèsar)». |

Joan Ducas (en grec medieval Ιωάννης Δούκας), nascut aproximadament l'any 1126 i mort aproximadament el 1200, va ser un noble de l'Imperi Romà d'Orient, el fill gran de Constantí Àngel i de Teodora Comnena, la filla d'Aleix I Comnè i d'Irene Ducena, de qui Joan va agafar el nom.

## Biografia
Joan Ducas es menciona per primera vegada en un document imperial de l'any 1166. El 1176 va participar en la batalla de Miriocèfal amb el grau de comandant militar. El 1185 va recolzar al seu nebot Isaac II Àngel en ell moviments que va fer per derrocar Andrònic I Comnè i usurpar el tron imperial. Isaac II el va recompensar amb el títol de sebastocràtor. Durant un temps Joan Ducas va ser el segon home més important de l'imperi, i el 1186 va dirigir una de les expedicions contra Pere IV Assèn de Bulgària i el seu fill Ivan I Assèn de Bulgària, que s'havien revoltat per restablir la independència de Bulgària. Encara que ja era d'edat avançada, Joan es va defensar amb èxit, però l'emperador el va privar del comandament, i el 1195 Joan, ja molt vell, va fer costat a la usurpació del tron per part del seu altre nebot, el germà d'Isaac, Aleix III Àngel.

## Descendència
Del seu primer matrimoni amb una dona de nom desconegut va tenir dos fills:
- Isaac Àngel, que es va casar amb una filla d'Aleix Branàs.
- Aleix Ducas Comnè Àngel.

El seu segon matrimoni va ser amb una parenta seva, Zoè Ducena, filla de Constantí Macroducas i neta per línia materna d'Isaac Comnè. Van tenir tres fills:
- Teodor I Àngel-Comnè Ducas, que va succeir al seu germanastre Miquel I Comnè Ducas en el Despotat de l'Epir.
- Manuel I Àngel-Comnè, que també va ser dèspota de l'Epir.
- Constantí Comnè Ducas, que va governar Acarnània i Etòlia.

Va tenir també tres filles, de les que no se'n coneix el nom amb certesa:
- Una filla, potser Anna Àngel, que es va casar amb Mateu I Orsini, governant de Cefalònia.
- Una filla que es va casar amb Miquel Cantacuzè, que juntament amb Teodor Branàs i altres, van conspirar per derrocar Isaac II Àngel i fer pujar al tron Aleix III Àngel l'any 1195.

Joan Ducas també va tenir un fill bastard amb una amant desconeguda, Miquel I Comnè Ducas, fundador del Despotat de l'Epir.